# Ćurkovica
Ćurkovica es un pueblo ubicado en el territorio de Vranje, en el distrito de Pčinja, Serbia.

## Superficie
Posee una superficie de 4,793 kilómetros cuadrados.

## Demografía
Hasta 2011 la población era de 10 habitantes, con una densidad de población de 2,087 habitantes por kilómetro cuadrado.